# 小行星3931
小行星3931（3931 Batten）是一颗绕太阳运转的小行星，为主小行星带小行星。该小行星于1984年3月1日发现。

## 轨道参数
小行星3931的轨道半长轴为2.3954780 UA，离心率为0.081。